# Cinemalfa
O Cinemalfa, cineforum em Alfama, Lisboa, Portugal, promovendo filmes do domínio público e iniciativas individuais, é um espaço de projecção, de divulgação artística e de debates e discussões.